# Jesus Republicano

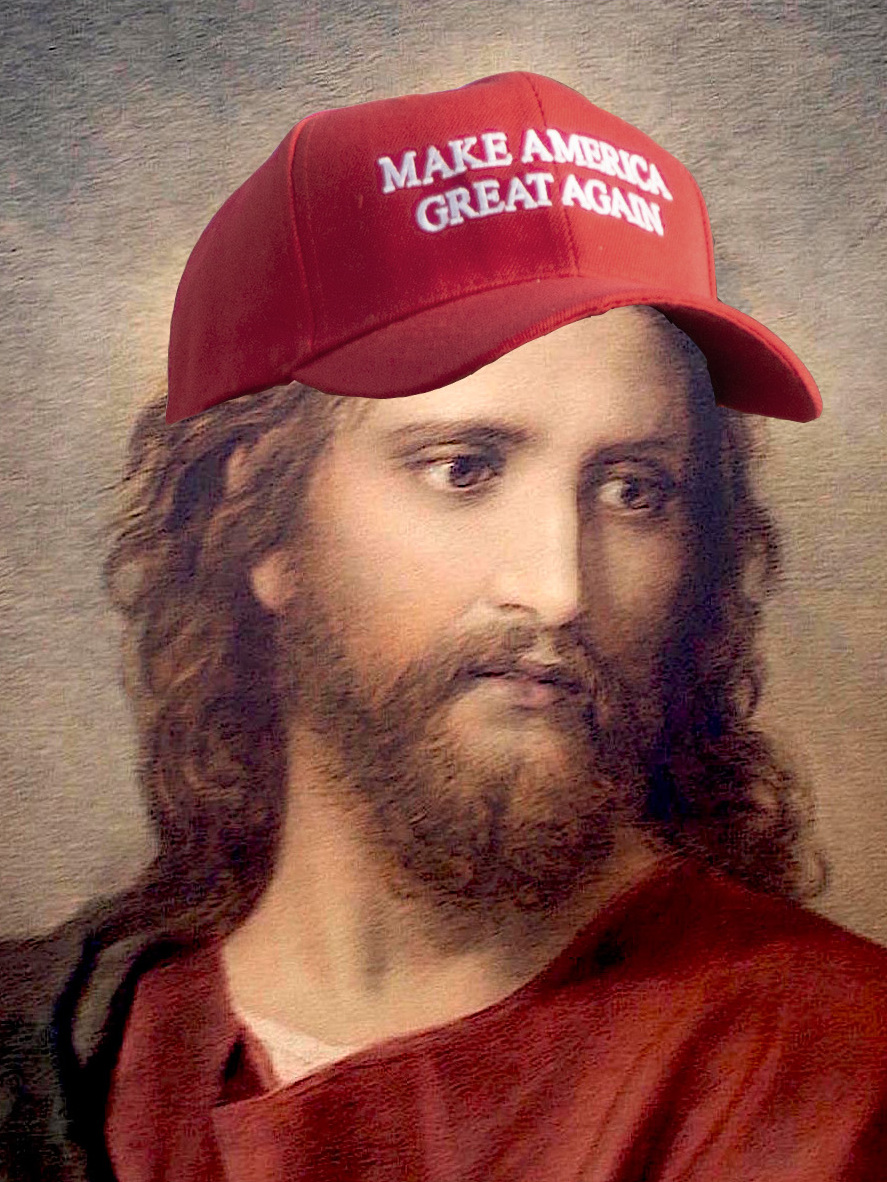
Cristo por Heinrich Hofmann, 1889, editado digitalmente para incluir um boné MAGA

Jesus Republicano ou Jesus do Partido Republicano (em inglês: GOP Jesus) é um meme que satiriza cristãos conservadores sociais e libertários cujos valores parecem antitéticos aos Evangelhos, um Jesus que "ama fronteiras, armas, bebês não nascidos e prosperidade econômica e odeia a homossexualidade, impostos, assistência social e saúde universal", e para quem os Dez Mandamentos têm precedência sobre as Bem-aventuranças. Os memes do Jesus Republicano "frequentemente destacam contradições entre os valores/beliefs cristãos e as políticas/ideais republicanas".
Um vídeo viral intitulado "GOP Jesus" retratava Jesus como se ele tivesse adotado políticas do Partido Republicano. Ele fazia referência a passagens bem conhecidas, incluindo Mateus 25:35–40, satirizado como: "Estava com fome e você me deu algo para comer. Estava com sede e você me deu algo para beber. E eis que agora estou preguiçoso e me sinto no direito. Você não deveria ter feito isso." Em uma cena que satiriza a parábola do bom samaritano, GOP Jesus é abordado por uma mulher pedindo cura, e responde: "mas quem pagaria por isso?" A mulher não tem dinheiro, então GOP Jesus responde: "Sim, é uma história triste, mas isso não me torna responsável".
Tem semelhanças com os slogans "Who Would Jesus Bomb?" usados no início dos anos 2000.

## Ligações extermas
- GOP Jesus no YouTube